# خورشیدگرفتگی ۱۱ مه ۲۰۷۸
خورشیدگرفتگی ۱۱ مه ۲۰۷۸ (به انگلیسی: Solar eclipse of May 11, 2078) یک خورشیدگرفتگی از نوع خورشیدگرفتگی کامل است. این خورشیدگرفتگی در تاریخ ۱۱ مه ۲۰۷۸ میلادی (‎۲۲ اردیبهشت ۱۴۵۷ خورشیدی) روی خواهد داد که زمان اوج آن، ساعت ۱۷:۵۶:۵۵ به‌وقت ساعت هماهنگ جهانی است. مدت زمان و طول این خورشیدگرفتگی ۵ دقیقه و ۴۰ ثانیه خواهد بود.